# Moonsorrow
Moonsorrow ist eine Pagan-Metal-Band aus Finnland.

## Geschichte

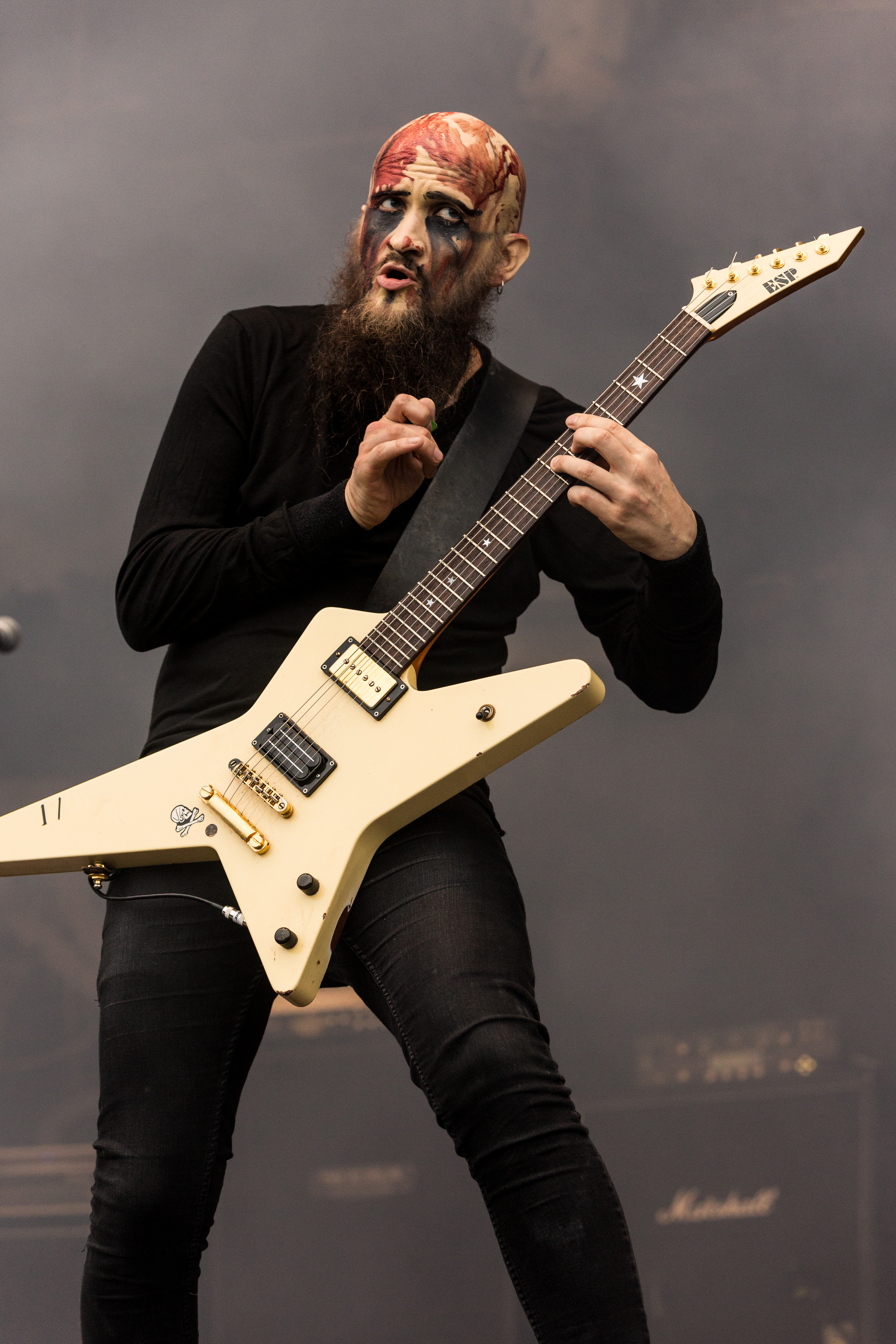
Janne Perttilä (Gitarre) auf dem Party.San 2017.

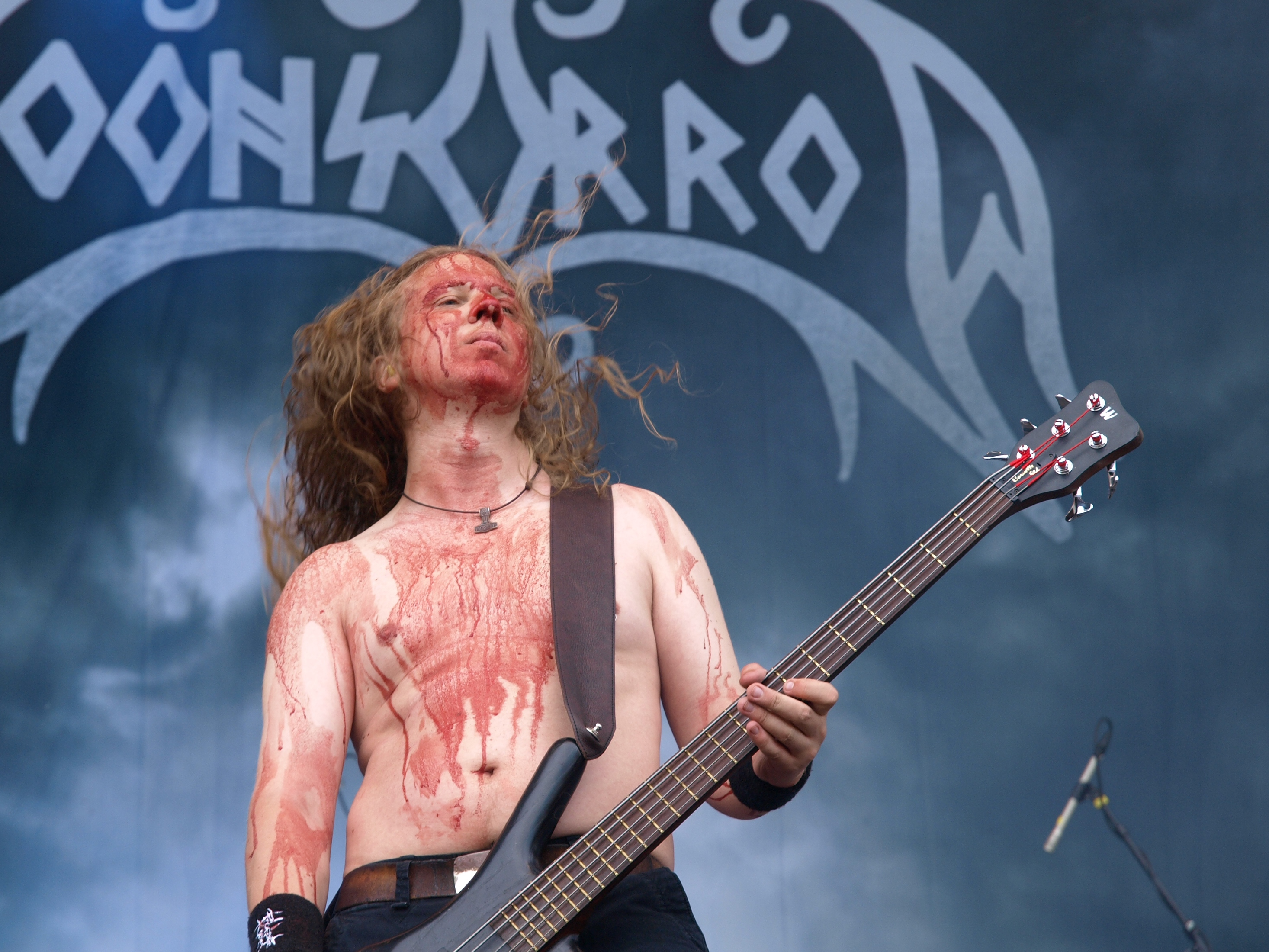
Ville Sorvali (Gesang) beim Myötätuulirock 2011.

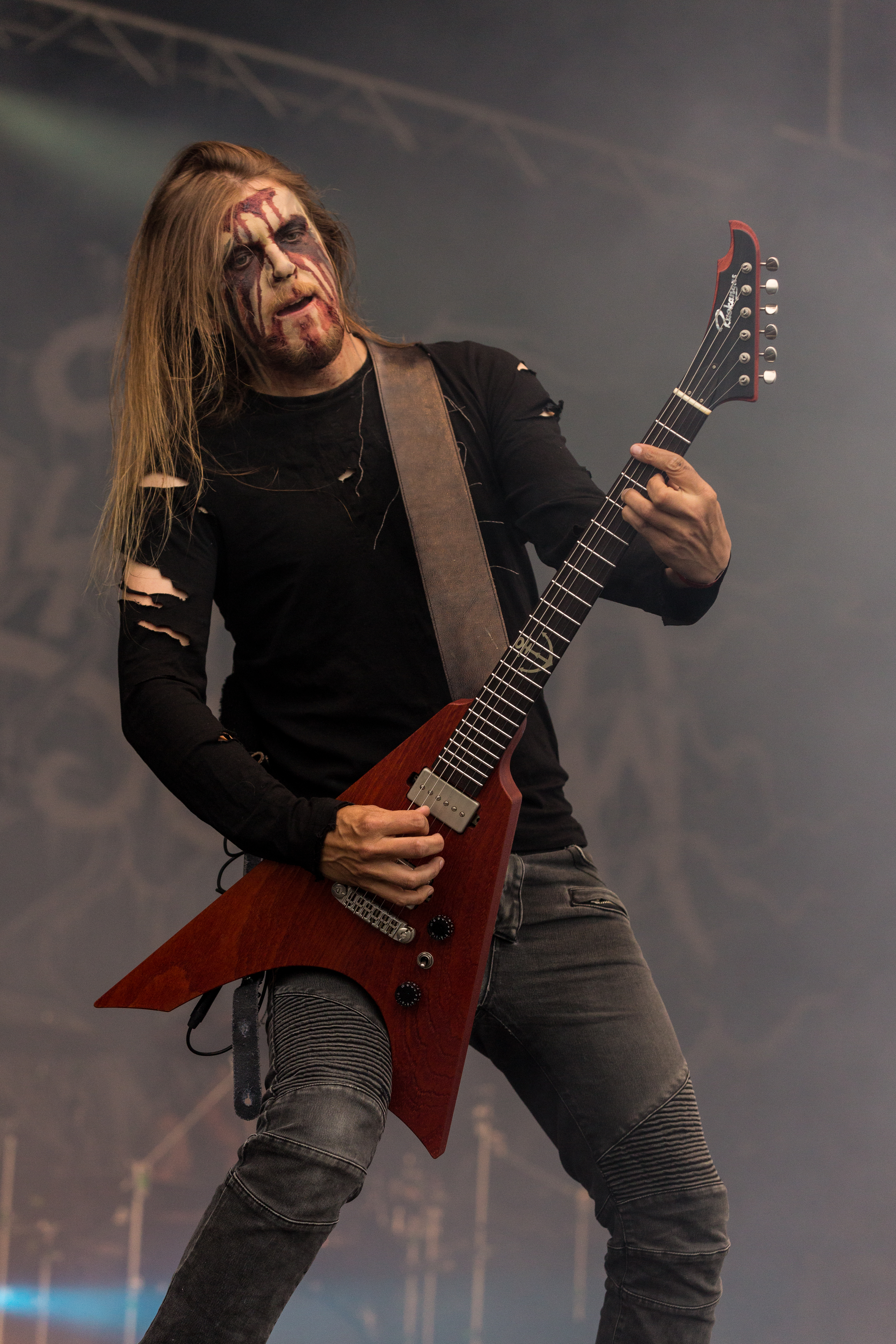
Mitja Harvilahti (Gitarre) auf dem Party.San 2017.

Die Band wurde 1995 von Ville und Henri Sorvali (auch Keyboarder von Finntroll) gegründet. Ihre Idee war es, finnische Folklore mit Metal zu vereinen. Die erste Demokassette war Thorns of Ice. Die Hälfte der Aufnahmen verschwand jedoch auf ungeklärte Weise, und so blieb das Band erst einmal unveröffentlicht. Im Frühjahr 1997 erschien öffentlich ihre Debüt-Demo Metsä (‚Wald‘).
Zu Beginn des Jahres 1999 erschien die Demo Tämä ikuinen talvi (‚Dieser ewige Winter‘, Plasmatica Records) und zu diesem Zeitpunkt stieg Schlagzeuger Marko Tarvonen in die Band ein.
2001 erschien dann das Debütalbum der Band, das den Titel Suden uni (‚Traum eines Wolfes‘) trug über Plasmatica Records. Daraufhin stießen Mitja Harvilahti und Markus Eurén zur Band und erste Live-Auftritte fanden statt.
Im Jahr 2003 erschien mit Kivenkantaja das bis dato erfolgreichste Album der Band über das finnische Label Spinefarm Records, welches symphonisch aufgebaute Lieder mit progressiven Einflüssen vereinte. Es verbindet finnische Folklore mit symphonischen Keyboardklängen, harten Metal-Gitarren, aggressivem Kreischgesang und epischen Chören.
Der progressive Ansatz von Kivenkantaja wurde mit dem Album Verisäkeet (2005) fortgeführt. Das Album zeichnete sich durch überlange Lieder von bis zu 20 Minuten Länge aus. Das Album Viides Luku – Hävitetty enthält insgesamt zwei Lieder von 30 Minuten bzw. 26 Minuten Länge.
Im Februar 2008 wurde der Veröffentlichungstermin für Moonsorrows erste EP mit dem Titel Tulimyrsky EP auf den 26. April 2008 gelegt. Am 28. Februar 2008 wurde die Verschiebung des Veröffentlichungstermins bekanntgegeben und dieser für die weltweite Veröffentlichung auf den 30. April gelegt. Ausgenommen hiervon waren Deutschland, Österreich und die Schweiz, wo die EP am 9. Mai erschien. Das Mini-Album wurde weltweit zum angekündigten Termin über Spikefarm Records und in Deutschland, Österreich und der Schweiz über das deutsche Label Drakkar Entertainment herausgebracht. Es wurde im finnischen Jive Studio in Helsinki aufgenommen und enthält fünf Titel, bestehend aus zwei Coverversionen (Moonsorrow covern Metallica und Merciless), zwei Wiederveröffentlichungen alter Moonsorrow-Demo-Lieder und das Titellied Tulimyrsky.
Im Rahmen der Paganfest-Tour im April 2008, bei welcher Moonsorrow zusammen mit Týr, Korpiklaani, Ensiferum und Eluveitie auftraten, kam es bezüglich eines Auftritts im Berliner Szeneclub SO36 am 17. April im Vorfeld zu Anschuldigungen, man würde Nazibands an einem eher linksgerichteten Veranstaltungsort auftreten lassen. Der Vorwurf gründete sich darauf, dass das s im Bandlogo Moonsorrows an die SS-Rune angelehnt sei und dass die Liedtexte antisemitisch seien. Seitens der Bands und des Veranstalters wurde dieser Vorwurf deutlich zurückgewiesen. Moonsorrow veröffentlichten eine Stellungnahme auf ihrer Website und veröffentlichten ein Video, auf dem sich Heri von Týr und Ville von Moonsorrow persönlich äußerten.
Nach der EP Tulimyrsky wurden am 30. Mai 2008 von Drakkar Entertainment Wiederveröffentlichungen sämtlicher Moonsorrow-Alben auf den Markt gebracht.
Ende Februar 2011 erschien das Album Varjoina kuljemme kuolleiden maassa.
Am 1. April 2016 veröffentlichten Moonsorrow ihr siebtes Studioalbum Jumalten aika (zu deutsch ‚Zeitalter der Götter‘) via Century Media. Der Song Suden tunti wurde am 21. März 2016 per Musikvideo veröffentlicht und ist gleichzeitig das erste, offizielle Musikvideo der Bandgeschichte.

## Stil

### Musik
Moonsorrow spielen epischen Metal mit diversen Einflüssen, unter anderem aus der nordischen Folklore und Black Metal. Sie bezeichnen ihre Musik selbst als „Epic Pagan Metal“ bzw. „Epic Heathen Metal“.
Die epische Länge der früheren Moonsorrow-Lieder fand im Album Viides Luku – Hävitetty mit zwei fast halbstündigen Titeln ihren Höhepunkt. Die Nachfolgeveröffentlichung Tulimyrsky enthält neben dem fast halbstündigen Titelstück wieder relativ kurze Stücke.

### Texte
Die Texte der Band sind fast ausschließlich auf Finnisch verfasst und behandeln hauptsächlich mythologische Themen mit Bezug auf die Nordische Mythologie. Das Lied Sankaritarina vom Album Voimasta ja kunniasta ist beispielsweise eine direkte Übersetzung aus der Hávamál. Zudem werden finnische und skandinavische Traditionen, Legenden und Dichtung aufgegriffen und wie für Pagan-Metal-Bands üblich wird über den Kampf gegen und die Befreiung vom aufgezwungenen Christentum gesungen.
Auf der EP Tulimyrsky sind auch drei Lieder in englischer Sprache zu hören, nämlich ein Cover des Metallica-Titels For Whom the Bell Tolls, ein Remake des Liedes Hvergelmir ihrer Demo-CD Metsä und ein Cover des Merciless-Lieds Back to North.

## Diskografie
Demos
- 1996: Thorns of Ice (MC, Eigenvertrieb)
- 1997: Promo (MC, Eigenvertrieb)
- 1997: Metsä (MC, Meat Hook Productions)
- 1998: Tämä ikuinen talvi (MC, Meat Hook Productions; Wiederveröffentlichung 2008: CD, Sagittarius)

Alben

| Jahr | Titel Musiklabel                                      | Höchstplatzierung, Gesamtwochen, AuszeichnungChartplatzierungen (Jahr, Titel, Musiklabel, Platzierungen, Wochen, Auszeichnungen, Anmerkungen) | Höchstplatzierung, Gesamtwochen, AuszeichnungChartplatzierungen (Jahr, Titel, Musiklabel, Platzierungen, Wochen, Auszeichnungen, Anmerkungen) | Höchstplatzierung, Gesamtwochen, AuszeichnungChartplatzierungen (Jahr, Titel, Musiklabel, Platzierungen, Wochen, Auszeichnungen, Anmerkungen) | Höchstplatzierung, Gesamtwochen, AuszeichnungChartplatzierungen (Jahr, Titel, Musiklabel, Platzierungen, Wochen, Auszeichnungen, Anmerkungen) | Anmerkungen |
| Jahr | Titel Musiklabel                                      | DE | AT | CH | FI | Anmerkungen |
| ---- | ----------------------------------------------------- | --- | --- | --- | --- | --- |
| 2001 | Suden uni Plasmatica Records                          | — | — | — | — | Erstveröffentlichung: Februar 2001 Wiederveröffentlicht 2003 über Spinefarm Records Erscheinungsformate: CD, CD+DVD-V, LP Produzent: Ahti Kortelainen |
| 2001 | Voimasta ja kunniasta Spikefarm Records               | — | — | — | — | Erstveröffentlichung: 3. Dezember 2001 Erscheinungsformate: CD, MC, 2xLP Produzent: Ahti Kortelainen                                                  |
| 2003 | Kivenkantaja Spikefarm Records                        | — | — | — | FI16 (3 Wo.)FI | Erstveröffentlichung: 10. März 2003 Erscheinungsformate: CD, 2xCD, 2xLP Produzent: Ahti Kortelainen                                                   |
| 2005 | Verisäkeet Spikefarm Records                          | — | — | — | FI18 (2 Wo.)FI | Erstveröffentlichung: 23. Februar 2005 Erscheinungsformate: CD, 3xLP Produzent: Ahti Kortelainen                                                      |
| 2007 | Viides Luku - Hävitetty Spikefarm Records             | DE72 (1 Wo.)DE | — | — | FI16 (2 Wo.)FI | Erstveröffentlichung: 15. Januar 2007 Erscheinungsformate: CD, 2xLP Produzent: Ahti Kortelainen                                                       |
| 2011 | Varjoina kuljemme kuolleiden maassa Spinefarm Records | — | — | — | FI7 (3 Wo.)FI | Erstveröffentlichung: 21. Februar 2011 Erscheinungsformate: CD, CDR, 2xLP Produzent: Ahti Kortelainen                                                 |
| 2016 | Jumalten aika Century Media (Sony Music)              | DE33 (1 Wo.)DE | AT44 (1 Wo.)AT | CH32 (1 Wo.)CH | FI1 (3 Wo.)FI | Erstveröffentlichung: 1. April 2016 Erscheinungsformate: CD, CD+2xLP, 2xCD, CDR, MC Produzent: Ahti Kortelainen                                       |

EPs

| Jahr | Titel Musiklabel                                  | Höchstplatzierung, Gesamtwochen, AuszeichnungChartplatzierungen (Jahr, Titel, Musiklabel, Platzierungen, Wochen, Auszeichnungen, Anmerkungen) | Höchstplatzierung, Gesamtwochen, AuszeichnungChartplatzierungen (Jahr, Titel, Musiklabel, Platzierungen, Wochen, Auszeichnungen, Anmerkungen) | Höchstplatzierung, Gesamtwochen, AuszeichnungChartplatzierungen (Jahr, Titel, Musiklabel, Platzierungen, Wochen, Auszeichnungen, Anmerkungen) | Höchstplatzierung, Gesamtwochen, AuszeichnungChartplatzierungen (Jahr, Titel, Musiklabel, Platzierungen, Wochen, Auszeichnungen, Anmerkungen) | Anmerkungen                                                                                  |
| Jahr | Titel Musiklabel                                  | DE | AT | CH | FI | Anmerkungen                                                                                  |
| ---- | ------------------------------------------------- | --- | --- | --- | --- | -------------------------------------------------------------------------------------------- |
| 2008 | Tulimyrsky Spikefarm Records                      | — | — | — | FI2 (1 Wo.)FI | Erstveröffentlichung: 30. April 2008 Erscheinungsformate: CD, 2x12″ Produzent: Henri Sorvali |
| 2016 | Soulless / Non Serviam Century Media (Sony Music) | — | — | — | — | Erstveröffentlichung: 30. April 2008 Erscheinungsformat: 7″ Produzent: Ahti Kortelainen      |

Boxsets
- 2014: Heritage: 1995-2008 – The Collected Works (14xLP+DVD, Blood Music)
- 2019: Back to North (The Complete Spinefarm Records Years 2001-2008) (6xCD, Hammerheart Records)
- 2020: Heritage of the northern moon (A chronicle of the sons of the one-eyed god) (8xMC, Polywater Productions)

Beiträge auf Kompilationen (Auswahl)
- 2000: Ukkosenjumalan Poika auf The Silent Shining - The First Attack (CDR, The Silent Shining)
- 2000: Kuun Suru auf Neohellist (MC, Extreme Souls Production)
- 2002: Kylän Päässä auf Metal Rock Cavalcade II (2xCD, Low Frequency Records)
- 2004: Tulkaapa Aijät! auf Raskaustesti (CD, Spiral Records)
- 2008: Kylän Päässä auf Pagan Fire (CD/CD+DVD-V/DVD-V, Nuclear Blast)

## Musikvideos
- 2003: Jumalten Kaupunki
- 2016: Suden Tunti